# Campeonato Paulista 1984
In 1984 werd het 83ste Campeonato Paulista gespeeld voor voetbalclubs uit de Braziliaanse staat São Paulo. De competitie werd georganiseerd door de FPF en werd gespeeld van 1 juli tot 2 december. In tegenstelling tot andere jaren werd de kampioen al aangeduid na de reguliere competitie. De strijd was wel spannend tot de laatste speeldag, daar de titelpretendenten Santos en Corinthians tegen elkaar speelden. Voor meer dan 100.000 toeschouwers in het Estádio do Morumbi scoorde Serginho Chulapa de winning goal waardoor Santos kampioen werd.

## Eindstand
| Plaats | Club             | Wed. | W  | G  | V  | Saldo | Ptn. |
| ------ | ---------------- | ---- | -- | -- | -- | ----- | ---- |
| 1.     | Santos           | 38   | 22 | 13 | 3  | 54:19 | 57   |
| 2.     | Corinthians      | 38   | 22 | 10 | 6  | 58:29 | 54   |
| 3.     | São Paulo (1)    | 38   | 19 | 13 | 6  | 52:25 | 53   |
| 4.     | Palmeiras (1)    | 38   | 21 | 10 | 7  | 54:26 | 50   |
| 5.     | Ponte Preta      | 38   | 17 | 12 | 9  | 52:36 | 46   |
| 6.     | Guarani          | 38   | 15 | 13 | 10 | 50:37 | 43   |
| 7.     | América          | 38   | 13 | 16 | 9  | 34:31 | 42   |
| 8.     | Marília          | 38   | 14 | 12 | 12 | 41:28 | 40   |
| 9.     | Santo André      | 38   | 11 | 18 | 9  | 38:38 | 40   |
| 10.    | Inter de Limeira | 38   | 13 | 12 | 13 | 31:38 | 38   |
| 11.    | Botafogo         | 38   | 12 | 14 | 12 | 43:38 | 38   |
| 12.    | XV de Jaú        | 38   | 9  | 17 | 12 | 34:45 | 35   |
| 13.    | Juventus         | 38   | 9  | 14 | 15 | 36:44 | 32   |
| 14.    | Portuguesa       | 38   | 11 | 8  | 19 | 29:41 | 30   |
| 15.    | Comercial        | 38   | 9  | 12 | 17 | 29:50 | 30   |
| 16.    | XV de Piracicaba | 38   | 7  | 16 | 15 | 31:51 | 30   |
| 17.    | Ferroviária      | 38   | 8  | 12 | 18 | 34:54 | 28   |
| 18.    | São Bento        | 38   | 8  | 12 | 18 | 27:50 | 28   |
| 19.    | Taquaritinga     | 38   | 7  | 12 | 19 | 29:52 | 26   |
| 20.    | Taubaté          | 38   | 5  | 10 | 23 | 25:49 | 20   |

 (1): Palmeiras won met 2-1 van São Paulo, maar nadat een speler betrapt werd op doping kreeg São Paulo twee punten bij en Palmeiras twee punten af. 
|  | Geplaatst voor het tweede toernooi |
|  | Degradatie                         |

## Kampioen
| Campeonato Paulista de 1984 |
| São Paulo                   |
| --------------------------- |
| SANTOS Kampioen (15° titel) |